# FIVB World Tour 1996 der Frauen
Die FIVB World Tour 1996 der Frauen bestand aus zehn Beachvolleyball-Veranstaltungen. Gastgeberländer waren Brasilien 3×, die USA, Japan, Portugal, Belgien, Südkorea, Puerto Rico und Indonesien. Tour Champions wurden zum zweiten Mal in Folge Sandra Pires und Jackie Silva. Im gleichen Jahr fanden zum ersten Mal Beachvolleyballwettbewerbe bei den Olympischen Spielen statt.

## Turniere

### Maceió Open (10. bis 14. April)
| Platz | Team                              |
| ----- | --------------------------------- |
| 1     | Sandra Pires / Jackie Silva       |
| 2     | Mônica Rodrigues / Adriana Samuel |
| 3     | Shelda Bede / Adriana Behar       |
| 4     | Beate Bühler / Danja Müsch        |
| 5     | Holly McPeak / Nancy Reno         |
| 5     | Nat Cook / Kerri Pottharst        |
| 7     | Karolyn Kirby / Angela Rock       |
| 7     | Isabel Salgado / Gerusa Da Costa  |

Auf der obersten Stufe des Podests stand beim ersten Turnier der Spielzeit das gleiche Duo wie bei der ersten Veranstaltung des Jahres 1996, die noch zur Vorsaison zählte. Im Duell der Landsfrauen mussten sich Mônica und Adriana Samuel mit dem zweiten Platz zufriedengeben. Bronze erhielt mit Shelda und Adriana Behar ebenfalls ein Beachpaar aus dem größten südamerikanischen Land. Den Deutschen Beate Bühler und Danja Müsch blieb als bestem nichtbrasilianischen Team nur der undankbare vierte Rang.

### Recife Open (17. bis 21. April)
| Platz | Team                                 |
| ----- | ------------------------------------ |
| 1     | Sandra Pires / Jackie Silva          |
| 2     | Mônica Rodrigues / Adriana Samuel    |
| 3     | Shelda Bede / Adriana Behar          |
| 4     | Nat Cook / Kerri Pottharst           |
| 5     | Barbra Fontana / Karolyn Kirby       |
| 5     | Liz Masakayan / Angela Rock          |
| 7     | Cubana Conceicao Costa / Magda Lima  |
| 7     | Christine Schaefer / Karrie Poppinga |

An den ersten drei Plätzen änderte sich eine Woche nach Maceió in der Hauptstadt des brasilianischen Bundesstaates Pernambuco gar nichts. Die Australierinnen Cook / Pottharst verbesserten sich jedoch um einen Rang. Bühler / Müsch wurden gemeinsam mit drei anderen Paaren Neunte.

### Hermosa Beach Open (21. bis 23. Juni)
| Platz | Team                                 |
| ----- | ------------------------------------ |
| 1     | Sandra Pires / Jackie Silva          |
| 2     | Mônica Rodrigues / Adriana Samuel    |
| 3     | Holly McPeak / Nancy Reno            |
| 4     | Nat Cook / Kerri Pottharst           |
| 5     | Gail Castro / Deb Richardson         |
| 5     | Liz Masakayan / Angela Rock          |
| 7     | Barbra Fontana / Linda Hanley        |
| 7     | Christine Schaefer / Karrie Poppinga |

Zum dritten Mal in Folge gab es das Finale Pires / Silva gegen Mônica Rodrigues / Adriana mit den gleichen Siegerinnen wie die beiden Male zuvor. Im Los Angeles County waren auch die Vierten identisch mit denen der Recife Open. Nur auf dem Bronzeplatz gab es eine Veränderung. Zum ersten Mal in der Saison stand ein nicht brasilianisches Paar mit Holly McPeak und Nancy Reno auf dem Stockerl. Bühler / Müsch konnten sich als Neunte nicht verbessern. Die Dritten der Turniere in Brasilien wurden gar nur Fünfundzwanzigste.

### Osaka Open (9. bis 11. August)
| Platz | Team                              |
| ----- | --------------------------------- |
| 1     | Nat Cook / Kerri Pottharst        |
| 2     | Danalee Bragado / Pat Keller      |
| 3     | Liane Fenwick / Sarah Straton     |
| 4     | Yukiko Takahashi / Kaori Tsuchiya |
| 5     | Maya Hashimoto / Take Kinugasa    |
| 5     | Chikako Kumamae / Jun Moriyama    |
| 7     | Isabel Salgado / Gerusa Da Costa  |
| 7     | Eta Kaize / Timy Yudhani Rahayu   |

Bei einem der ersten beiden Events nach den Spielen in Atlanta sicherten sich zum ersten Mal in ihrer Karriere Nat Cook und Kerri Pottharst die Goldmedaille. Zweite wurden ebenfalls zum ersten Mal Danalee Bragado und Pat Keller. Auch das zweite australische Beachpaar Liane Fenwick / Sarah Stratton hatte nie zuvor eine gleich gute oder bessere Platzierung als den dritten Rang erreicht. Den vierten und die beiden fünften Plätze belegten Teams aus dem Gastgeberland.

Erst zum zweiten Mal überhaupt nahmen an diesem Wochenende Spielerinnen aus der Schweiz an Veranstaltungen der FIVB Tour teil. Marianne Bollinger und Denise Kölliker wurden in Japan Neunte. Drei weitere Duos aus der Alpenrepublik und die Deutschen waren zur gleichen Zeit in Portugal.

### Espinho Open (9. bis 11. August)
| Platz | Team                                |
| ----- | ----------------------------------- |
| 1     | Sandra Pires / Jackie Silva         |
| 2     | Mônica Rodrigues / Adriana Samuel   |
| 3     | Shelda Bede / Adriana Behar         |
| 4     | Maike Friedrichsen / Danja Müsch    |
| 5     | Adriana Bento / Karina Lins e Silva |
| 5     | Laura Bruschini / Annamaria Solazzi |
| 7     | Merita Berntsen / Ragni Hestad      |
| 7     | Marla O’Hara / Monique Oliver       |

Parallel zur Veranstaltung im Land der aufgehenden Sonne fand ein Open in Portugal statt, bei dem sich die meisten Weltklasseteams ein Stelldichein gaben. Auf dem Podium befanden sich die gleichen Duos in der gleichen Reihenfolge wie bei den ersten beiden Turnieren in Brasilien. Vierte wurde zum zweiten Mal in der Spielzeit Danja Müsch, diesmal mit Maike Friedrichsen.
Beate Bühler und Sille Meyer wurden Neunte. Drei Schweizer Duos belegten mit fünf anderen Paaren den siebzehnten Rang.

### Ostende Open (16. bis 18. August)
| Platz | Team                                |
| ----- | ----------------------------------- |
| 1     | Sandra Pires / Jackie Silva         |
| 2     | Beate Bühler / Danja Müsch          |
| 3     | Shelda Bede / Adriana Behar         |
| 4     | Mônica Rodrigues / Adriana Samuel   |
| 5     | Laura Bruschini / Annamaria Solazzi |
| 5     | Maike Friedrichsen / Silke Meyer    |
| 7     | Adriana Bento / Karina Lins e Silva |
| 7     | Merita Berntsen / Ragni Hestad      |

Bei ihrer fünften Teilnahme gewannen die Champions der Vorsaison den fünften Titel. Dritte wurden wie schon drei Mal zuvor Shelda und Adriana Behar. Für Mônica und Adriana Samuel blieb diesmal nur der vierte Platz. Zum ersten Mal schafften es zwei deutsche Duos in die Top Sechs. Den fünften Rang teilten sich Maike Friedrichsen / Sille Meyer mit Bruschini / Solazzi aus Italien. Zum ersten Mal in diesem Jahr und zum letzten Mal überhaupt standen Beate Bühler und Danja Müsch gemeinsam bei der World Tour auf dem Treppchen. Der zweite Rang war das beste Resultat, das sie jemals als Duo erreicht hatten. Die gebürtige Stuttgarterin beendete anschließend ihre internationale Karriere. Ihre Partnerin war noch bis einschließlich 2005 bei der bedeutendsten Beachserie aktiv.

### Pusan Open (23. bis 25. August)
| Platz | Team                                   |
| ----- | -------------------------------------- |
| 1     | Lisa Arce / Holly McPeak               |
| 2     | Yuki Ishizaka / Yukiko Takahashi       |
| 3     | Mônica Rodrigues / Adriana Samuel      |
| 4     | Liz Masakayan / Angela Rock            |
| 5     | Liane Fenwick / Sarah Straton          |
| 5     | Angela Clarke / Annette Huygens Tholen |
| 7     | Eta Kaize / Timy Yudhani Rahayu        |
| 7     | Camilla Funck / Pernille Joergensen    |

Da die Seriensiegerinnen in Südkorea fehlten, war der Weg zum Gold für Lisa Arce und Holly McPeak frei. Silber sicherten sich die Japanerinnen mit den gleichen Vornamen. Bronze blieb für Mônica und Adriana übrig, die Masakayan / Rock auf den vierten Platz verwiesen.

Deutsche und Schweizerinnen waren nicht am Start.

### Carolina Beach Open (6. bis 8. September)
| Platz | Team                                |
| ----- | ----------------------------------- |
| 1     | Shelda Bede / Adriana Behar         |
| 2     | Sandra Pires / Jackie Silva         |
| 3     | Lisa Arce / Holly McPeak            |
| 4     | Nat Cook / Kerri Pottharst          |
| 5     | Adriana Bento / Karina Lins e Silva |
| 5     | Karolyn Kirby / Karrie Poppinga     |
| 7     | Liz Masakayan / Angela Rock         |
| 7     | Barbra Fontana / Linda Hanley       |

Zum ersten Mal im Jahr 1996 mussten sich Pires / Silva in einem Endspiel geschlagen geben. Ihre Landsfrauen Shelda Bede und Adriana Behar waren an diesem Tag besser. Das kleine Finale sicherten sich die Siegerinnen von Pusan gegen Cook / Pottharst.
Danja Müsch und Maike Friedrichsen teilten sich den dreizehnten Rang mit drei weiteren Duos. Für Marianne Bolinger und Denise Kölliker reichte es nur zum 25. Platz.

### Salvador Beach Open (7. bis 10. November)
| Platz | Team                                |
| ----- | ----------------------------------- |
| 1     | Mônica Rodrigues / Adriana Samuel   |
| 2     | Sandra Pires / Jackie Silva         |
| 3     | Shelda Bede / Adriana Behar         |
| 4     | Lisa Arce / Holly McPeak            |
| 5     | Nat Cook / Kerri Pottharst          |
| 5     | Adriana Bento / Karina Lins e Silva |
| 7     | Barbra Fontana / Angela Rock        |
| 7     | Renata de Castro / Roseli Timm      |

Zum zweiten Mal in Folge hatten die amtierenden Toursiegerinnen im Finale das Nachsehen. Diesmal waren die Nutznießerinnen Mônica Rodrigues und Adriana Samuel mit ihrem ersten Saisonsieg. Shelda Bede / Adriana Behar wurden Dritte vor Arce / McPeak.

Auf den neunten Platz verbesserten sich Müsch / Friedrichsen. Denise Kölliker trat diesmal mit Katia Neeser an und belegte mit ihr den geteilten siebzehnten Rang.

### Jakarta Beach Open (22. bis 24. November)
| Platz | Team                                |
| ----- | ----------------------------------- |
| 1     | Shelda Bede / Adriana Behar         |
| 2     | Danja Müsch / Maike Friedrichsen    |
| 3     | Sandra Pires / Jackie Silva         |
| 4     | Holly McPeak / Karrie Poppinga      |
| 5     | Nat Cook / Kerri Pottharst          |
| 5     | Barbra Fontana / Angela Rock        |
| 7     | Yuki Ishizaka / Yukiko Takahashi    |
| 7     | Laura Bruschini / Annamaria Solazzi |

Shelda Bede und Adriana Behar besiegten im letzten Spiel der Saison Danja Müsch und Maike Friedrichsen. Für Bede und Behar war es der zweite Titel im Jahr 1996, für Müsch die zweite Silbermedaille. Nur Dritte wurden Pires / Silva in der damaligen Hauptstadt Indonesiens. Auf dem vierten Rang beendeten McPeak / Poppinga das Turnier.

Das Schweizer Duo Kölliker / Neeser erreichte noch einmal die gleiche Platzierung wie in der drittgrößten Stadt Brasiliens.

## Auszeichnungen
| FIVB Tour Champion | Sandra Pires / Jackie Silva |